# 朗芒芽地
杜馬蓋地（菲律賓語: Dumaguete），官方名称杜馬蓋地市，又譯朗嗎倪地、浪漫藝地、朗瑪倪地，是一个菲律賓城市。它是内格羅斯省的首府。根據2015年人口普查結果，杜馬蓋地市擁有131,377名居民，是該省人口最多的城市。它的綽號是“温和人民之都”。
杜馬蓋地被稱為大學城，擁有４所大學及數量眾多的學院。省内的學生大多在此地接受高等教育，另有學生来自米沙鄢群岛和棉蘭老島等臨近省份和城市。 Silliman大學是當地最為著名的大學，它是菲律賓國内的第一所新教大學，也是亞洲的第一所美式大學。此外，杜馬蓋地还有18間公立小學和8間公立高中。據估計學生總數約有30,000名。
杜馬蓋地可以自米沙鄢群岛中部的宿务市搭乘快船抵达，當地擁有大量的沙灘度假中心和潜水點，臨近的拜斯市（Bais）還可以觀賞海豚和鯨魚。因此，杜馬蓋地吸引了數量眾多的外國游客，尤其是歐洲游客。在福布斯雜誌“全球最佳的7個退休地點”中，杜馬蓋地名列第五。
杜馬蓋地的能源由位于巴倫西亞（Valencia）的地熱發電廠提供。市内有大量的光纖綫路，該市同時是電訊中心。連接首都馬尼拉，整个米沙鄢群岛和吕宋南部城市，以及棉蘭老島北部城市的海底光纖在杜馬蓋地登陆。

## 语源
杜马盖地（Dumaguete）一名来源于宿务语单词dagit，意为“抢夺”。Dumaguete这一单词意为“攫取”，既得名于摩洛族(Moro)海盗对于沿海地区的频繁袭击，也暗示了该地吸引并挽留国内外游客的魅力。1572年，Diego López Povedano称该地为Dananguet，但1734年时，制图师Pedro Murillo Velarde已开始使用现名Dumaguete。

## 地形和气候
杜马盖地占地面积约3,362公顷（8,310英亩），坐落于Banica河口附近内格罗斯岛东南部沿海平原。在全省的19个自治市／城镇和6个城市中，杜马盖地的面积是最小的。它的北部边界是锡布兰市（Sibulan），南至巴孔（Bacong），西至巴伦西亚（Valencia）。
作为一个沿海城市，杜马盖地的东部是保和海和塔尼翁海峡，这两者是内格罗斯省与邻近地区宿务，保和和锡基霍尔的天然边界。城市的地势在距海岸线２至６公里的范围内基本平坦，在靠近巴伦西亚自治市的方向坡度有所上升。海拔最高点位于与巴伦西亚自治市之间的边界，约为海拔一百米。杜马盖地约９３％的地区坡度不足３％，余下地区的坡度在３％至５％之间。

### Barangays
杜马盖地地区在行政上划分为30个Barangay，全部属于城市地区。市区的八个Barangay最初以数字命名。最小的Barangay是4号Barangay，面积仅有 5.11公顷；而最大的Barangay是Barangay Banilad，面积为362.71公顷。

### 气候
杜马盖地分为干湿两季。湿季为每年的六月至十一月，干季则由十二月持续至次年的五月。每年的四五月份最为炎热。往年的平均最高气温为34.3 °C，平均最低气温为22.9 °C，而相对湿度为78¾%，在十二月达到最高。

## 人口
据2015年人口普查，共有131,377 人和21,582 个家庭定居于杜马盖地（截止2010年）。依照菲律宾国家统计协调委（National Statistical Coordination Board，NSCB）所进行的2009年小型地区贫困统计（2009 Small Area Estimates (SAE) of Poverty），杜马盖地的市中心贫困率为米沙鄢最低。城市的平均人流量为每日400,000人。杜马盖地是内格罗斯省人口最多的城市，约占该省总人口的9.05%。2010年投票总人口达到68,648人。

## 教育
杜马盖地的几所大学在国内外均有一定的知名度，因此杜马盖地获得了“南部学术中心”的殊荣，也被称为大学城。城市内汇集了来自国内各地和国际的学生，教授，艺术家，学者以及作家。
Silliman大学是杜马盖地占据主导地位的高等学府，给整个城市带来了独特的学术小镇气息。它是菲律宾国内第一所新教大学，也是亚洲第一所美式大学。占地610,000平方米的校园交错分布于市中心及周边地区，其中的一些建筑同时是城市地标，包括Silliman Hall，Hibbard Hall，Katipunan Hall，鲁斯会堂（Luce Auditorium）以及 Silliman图书馆（Silliman Main Library，被认为是菲律宾最大的图书馆之一）。
其它位于杜马盖地的大学包括：
基础大学（Foundation University），是一家创立于1949年的私立非宗教大学。主校区位于麦卡诺路（Meciano Road），同时是著名的索菲亚索列尔辛科礼堂（Sofia Soller Sinco Hall）的所在地，该礼堂被称为杜马盖地的白宫。主校区提供高等教育项目，而位于Locsin Street的北校区则是基础预备学院（Foundation Preparatory Academy）的所在地，提供基本的教育项目。
内格罗省立大学（Negros Oriental State University），成立于1907年，有两个主要的校区。1号主校区在省政府大楼（ Provincial Capitol building）旁边，而2号主校区在Barangay Bajumpandan。它是内格罗斯省唯一的省立大学，在省内不同城市和菲律宾国内其它地区的学生中均深受欢迎。
杜马盖地圣保罗大学（St. Paul University Dumaguete），成立于1904年，是法国沙特尔圣保罗姐妹会（Sisters of Saint Paul of Chartres，SPC）在菲律宾创建的第一所圣保罗教育机构，被认为是杜马盖地市最为重要的天主教大学。

## 經濟
旅游，学术，零售业，商务流程外包（BPO）及科技相关产业是杜马盖地的主要收入来源。商务流程外包和IT公司，以及零售业，是发展最为迅速的产业。

### 酒店和旅游业
来自菲律宾旅游部的数据显示，杜马盖地和内格罗斯均属国内十大最多游客到访的目的地。游客观光的主要地点有：
具有悠久历史的杜马盖地海滨大道（Rizal Boulevard），以及周边酒店、咖啡店、餐厅和酒吧，包括最新的餐饮商业中心。Paseo Perdices，Max's Restaurant，Yellow Cab Pizza等均是热门就餐地点。
Silliman Hall，Silliman大学的人类学博物馆
亚历山大的圣凯瑟琳大教堂（St. Catherine of Alexandria Cathedral），内格罗斯岛最古老的石头教堂，同时是罗马天主教杜马盖地教区的主教所在地。
Campanario de Dumaguete，被认为是内格罗斯岛地区最为古老的历史遗迹和地标之一。
杜马盖地是进出内格罗斯的主要通道。

### 商务流程外包（BPO）
作为Tholons的100个外包地点之一，杜马盖地拥有广泛而多样的外包产业，包括客户服务中心，出版印刷，医疗记录，动画，编辑以及建筑制图。杜马盖地市有超过20家IT公司和外包地点，目前已成为菲律宾最受欢迎的商务流程外包和信息技术中心。外包产业甚至带动了夜间经济活动，包括24小时营业的连锁餐厅，如祖乐比，麦当劳, 唐恩都乐, 超群（Chowking）等，以及大量众所周知的快捷便利店，如7-Eleven和迷你岛。

### 零售业
杜马盖地的商场和购物中心包括位于Brgy. Daro的Cang's Inc. Shopping Complex，Lee Super Plaza以及位于市中心的Robinsons Townville Perdices。Robinsons Place Dumaguete是市内的第一家全方位服务商场，位于市中心南部1.2公里。

### 就业
发展迅速的商务流程外包产业创造了大量的工作岗位，杜马盖地市以及周边地区的许多居民因此得以获得雇佣。Dumjobs是一个免费的就业网站，发布杜马盖地市和内格罗斯的招聘信息。

## 医疗保障和服务
杜马盖地拥有三家主要高等医院，分别是圣婴医院（ Holy Child Hospital），内格罗斯省立医院（Negros Oriental Provincial Hospital）和Silliman医疗中心（Silliman Medical Center）。Silliman医疗中心目前与首都马尼拉的圣路加医疗中心（St. Luke's Medical Center）合作，被认为是马尼拉大都会和宿务市以外最好的医院之一。另有一家疗养院尚处于商讨阶段，配有可提供100个床位的高等医院，主要接待来自北美、欧洲和东亚的退休客人。此外，ACE杜马盖地医院（ACE Dumaguete Doctors Hospital）正在建设中，共有八层，落成之后可以在市中心地区提供约200个床位。杜马盖地是获得菲律宾政府认证的五个退休中心之一。

## 交通

### 空中交通
锡布兰机场（Sibulan Airport）（IATA: DGT, ICAO: RPVD），也称为杜马盖地机场或杜马盖地－锡布兰机场，是位于北部邻市锡布兰的国内机场。宿务航空、宿翱航空和菲航快运每日提供往返于马尼拉、宿务和菲律宾其它城市的航班。此外，位于杜马盖地南部边界的Bacong市将会兴建新的机场。目前提升该机场至国际标准的提案已获得批准，预计在2025年之前完工，五百万菲律宾比索的前期投资已被用于空白土地的调研和采购。

### 海上交通
作为一个重要的港口，杜马盖地是旅客前往米沙鄢和棉兰老岛地区的中转站。菲律宾群岛轮渡公司（Archipelago Philippine Ferries Corporation）(Fast Cat)，Montenegro Lines，Ocean Jet Shipping，Cokaliong Shipping Lines以及其它公司提供每日往返于宿务、保和、锡基霍尔和棉兰老岛等岛屿的轮渡。经由杜马盖地可以前往有米沙鄢经济中心之称的宿务。城市北部另有小型码头，提供频繁的短途航线来往各个岛屿。对于搭乘2GO Travel公司轮渡前往马尼拉和三宝颜的旅客而言，杜马盖地是经常停靠的港口。

### 陆地交通
杜马盖地的公共交通以机动三轮车为主，每辆当地三轮车可以搭载6-8名乘客。前往市区以外的地点可以搭乘固定线路的吉普尼和公交车。同时， 一家运营巴士的公司Vallacar运输公司最近在刚刚落成的商业中心the Marketplace旁边新建了一座两层的候车楼。

## 姐妹城市
以下为杜马盖地市的姐妹城市：

### 国内
- 巴科洛德，内格罗斯省
- 曼达维市， 宿务
- 武端市， 北阿古桑省
- 马卡蒂市 ，马尼拉大都会

### 国际
- 永同郡，韩国忠清北道
- 阿拉米达，美国加州